# Begunje na Gorenjskem
Begunje na Gorenjskem – wieś w Słowenii, w gminie Radovljica. W 2018 roku liczyła 996 mieszkańców.